# Allaus de l'Everest de 2015

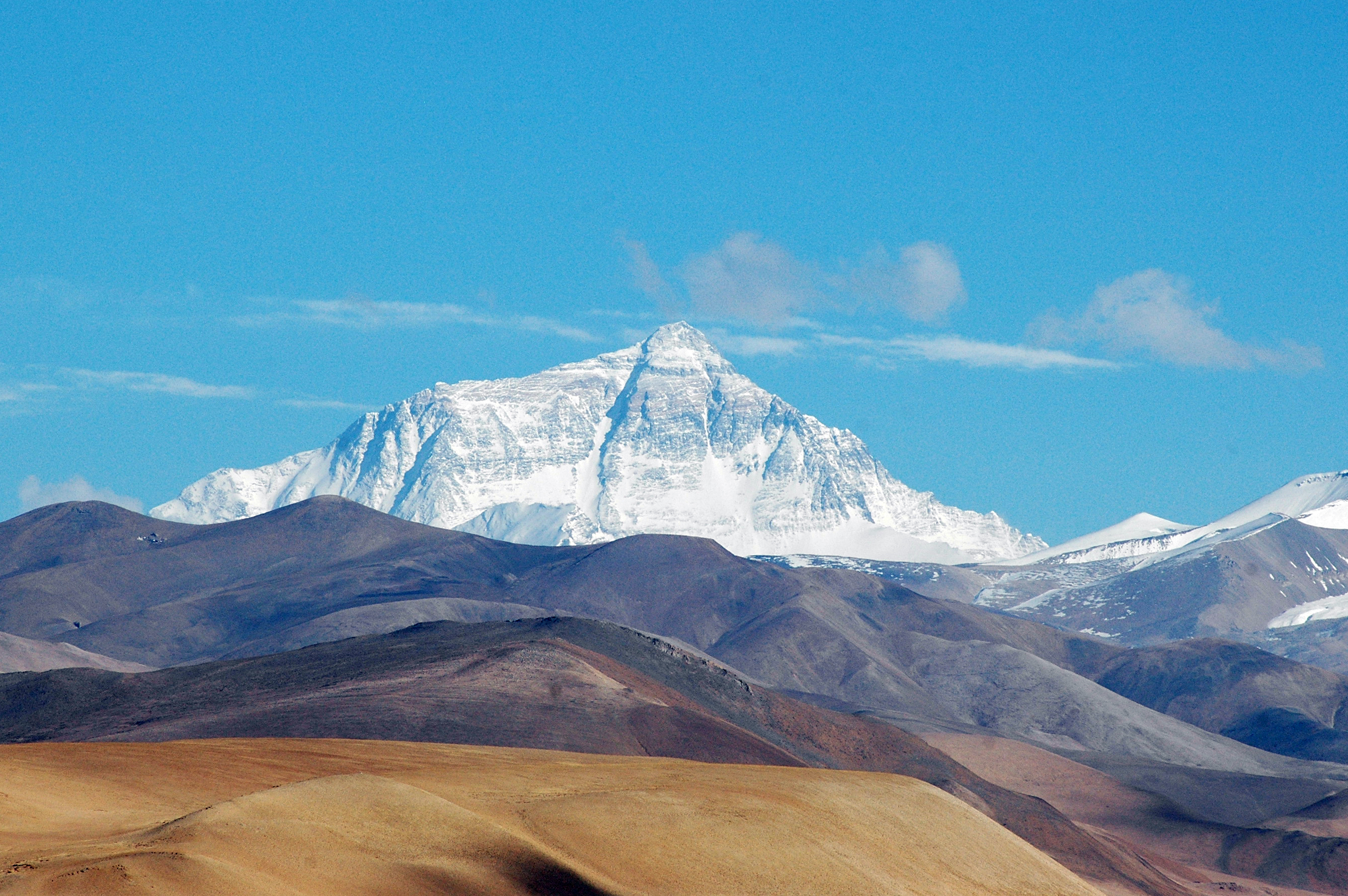
Cara Nord de l'Everest des del Tibet

Durant la tarda del 25 d'abril del 2015 un terratrèmol de magnitud 7,8 va sacsejar el Nepal i els països veïns. La sacsejada va desencadenar una allau des del Pumori cap al Camp Base de l'Everest. Almenys vint-i-dues persones van perdre la vida, superant les víctimes d'una allau ocorreguda l'any anterior, considerada fins llavors com el desastre més mortífer a muntanya.

## Allaus

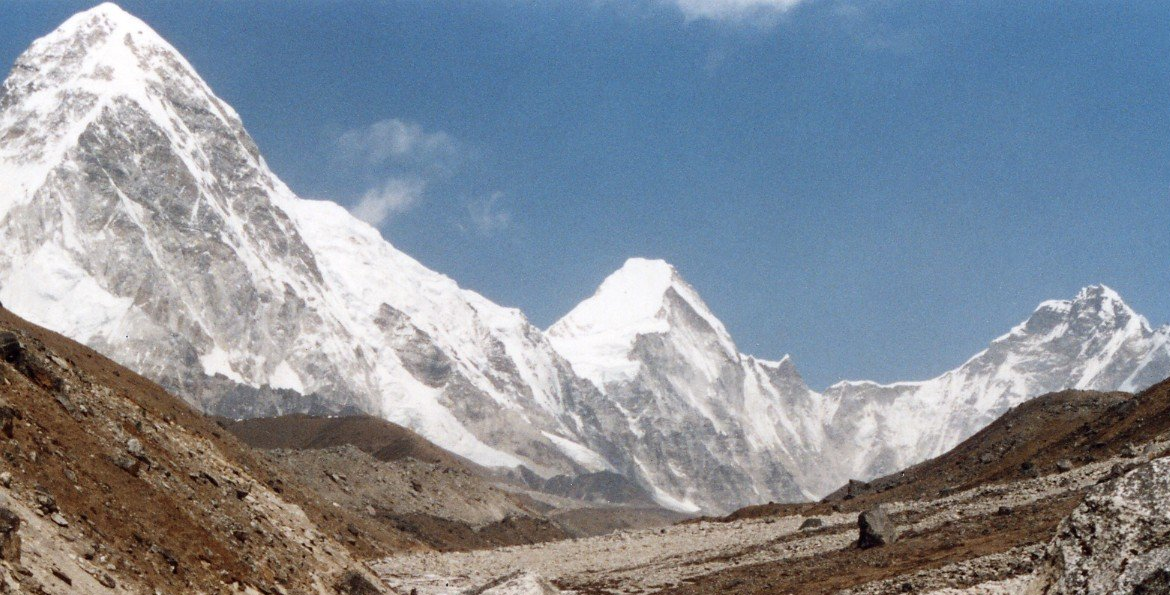
L'allau es va iniciar entre el Pumori (esquerra), el Lingtren (centre) i el Khumbutse (dreta).

L'epicentre es va localitzar uns 220 quilòmetres a l'est de l'Everest. Quan va tenir lloc el terratrèmol hi havia entre 700 i 1.000 persones prop de la muntanya, incloent 359 escaladors al Camp Base, molts dels quals volien fer el cim després que es cancel·lés la temporada d'ascensos del 2014. El terratrèmol va desencadenar diversos allaus a la muntanya. Una allau, originada prop del cim del Pumori, va escombrar el Camp Base Sud, i va llançar moltes tendes fins a la Glacera del Khumbu. Un equip d'alpinistes de l'Exèrcit de l'Índia va recuperar els cadàvers de 19 alpinistes al Camp Base Sud, i va rescatar almenys 61 escaladors de la muntanya.
Almenys 61 persones van resultar ferides, amb dotzenes de desapareguts inicialment i moltes més abandonades als campaments superiors, havent perdut rutes segures de descens.

## Operacions de rescat

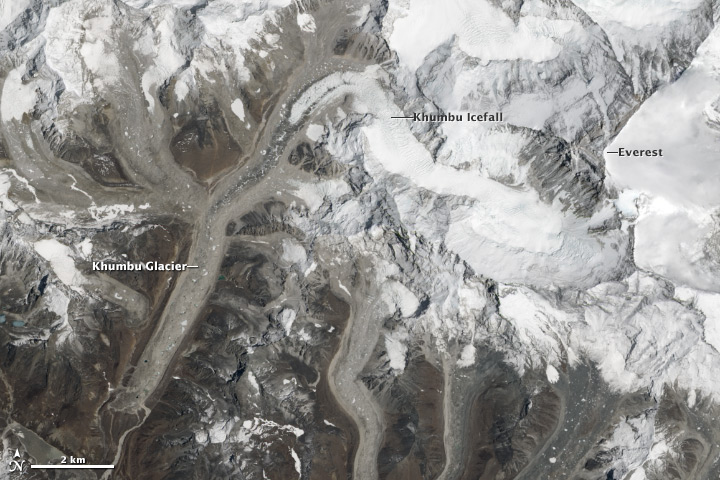
Khumbu Glacier and Icefall in relation to Mount Everest

El matí del 26 d'abril diversos helicòpters van arribar a l'Everest per iniciar les operacions de rescat. Van aconseguir transportar a 22 persones greument ferides fins a la vila de Pheriche, abans que l'operació fos suspesa a causa del mal temps. Periche és una parada important per als escaladors, i compta amb un hospital rudimentari atès per voluntaris locals i estrangers.
Durant la tarda d'aquell mateix dia un helicòpter va informar haver evacuat a diversos escaladors del Camp I, el primer camp per sobre del Camp Base, amb uns 100 alpinistes sense poder descendir amb seguretat dels Camps I i II. Els caps de les expedicions van decidir intentar evacuar als escaladors del Camp I reparant el camí a través de la Cascada de gel del Khumbu. El 26 d'abril un helicòpter va deixar material tècnic addicional al Camp I, i un equip de xerpes i guies estrangers van intentar restablir la ruta per poder baixar al Camp Base. Simultàniament, un altre equip enviat des del Camp Base va intentar restablir la ruta des de baix, però aquest intent va fracassar quan una nova allau va arrasar la major part de les escales i, segons informes, va matar tres xerpes a la Cascada de gel del Khumbu, augmentant la xifra de morts a almenys 24 persones. Altres escaladors van ser rescatats en helicòpter el 27 d'abril. Diversos escaladors que es trobaven al Camp Base van publicar a Twitter en dies posteriors al desastre sobre la "gran desolació" i l'"elevada incertesa" entre aquells que s'havien salvat, afirmant que la zona semblava que havia estat afectada per una bomba atòmica; un alpinista va escriure a Facebook que la gent atrapada a la part alta de la muntanya "estava començant a desesperar-se". El 27 d'abril 60 persones van ser rescatades del Camp I i 170 del Camp II. El 25 d'abril van ser recuperats disset cossos, i un més va ser trobat el dia 27 del mateix mes. El 26 d'abril va morir un dels 61 ferits de gravetat a l'hospital de Katmandú.

## Defuncions

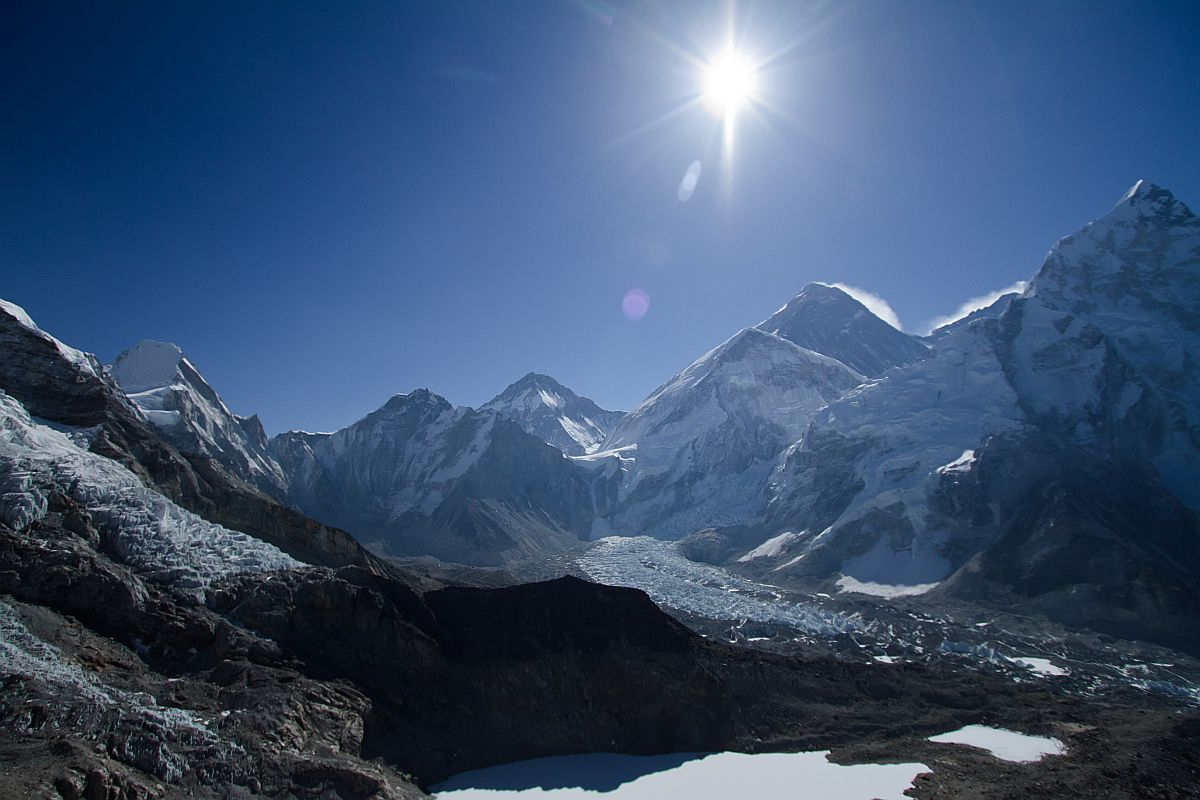
Lingtren, Khumbtse i el Everest

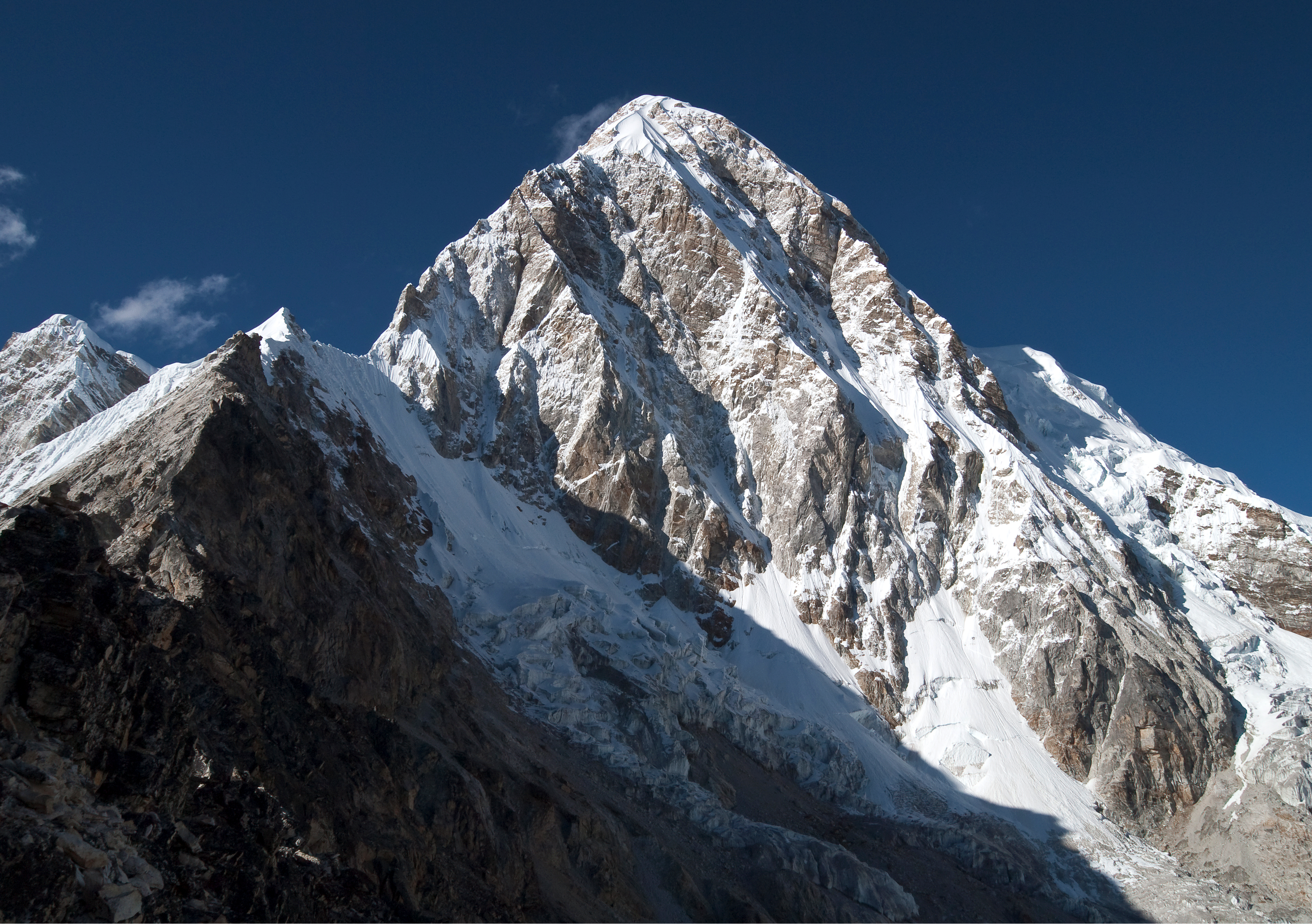
Pumori

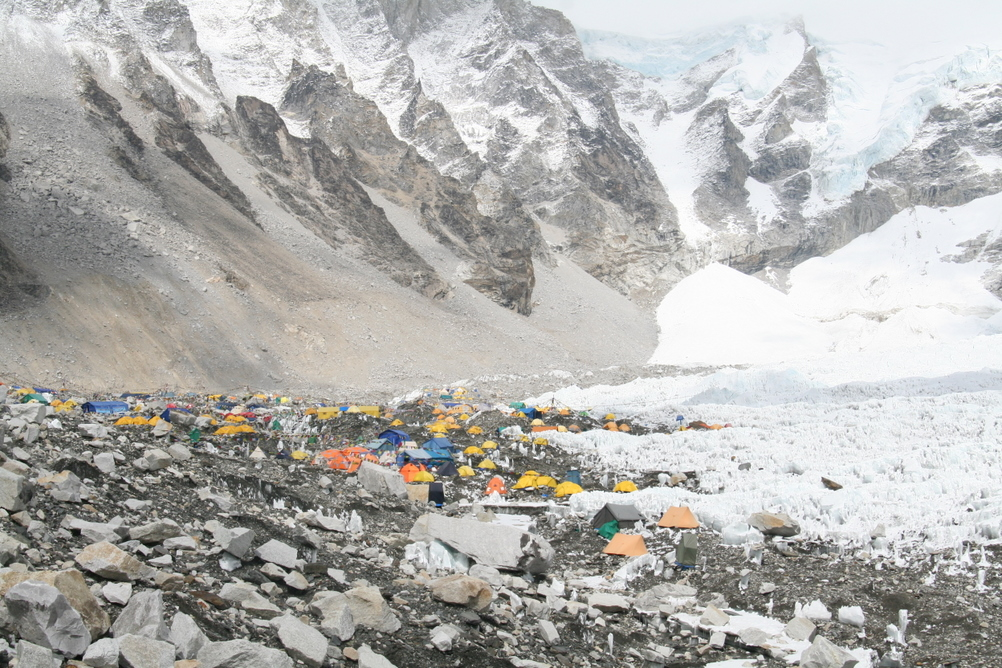
Camp Base del Everest del costat de Nepal

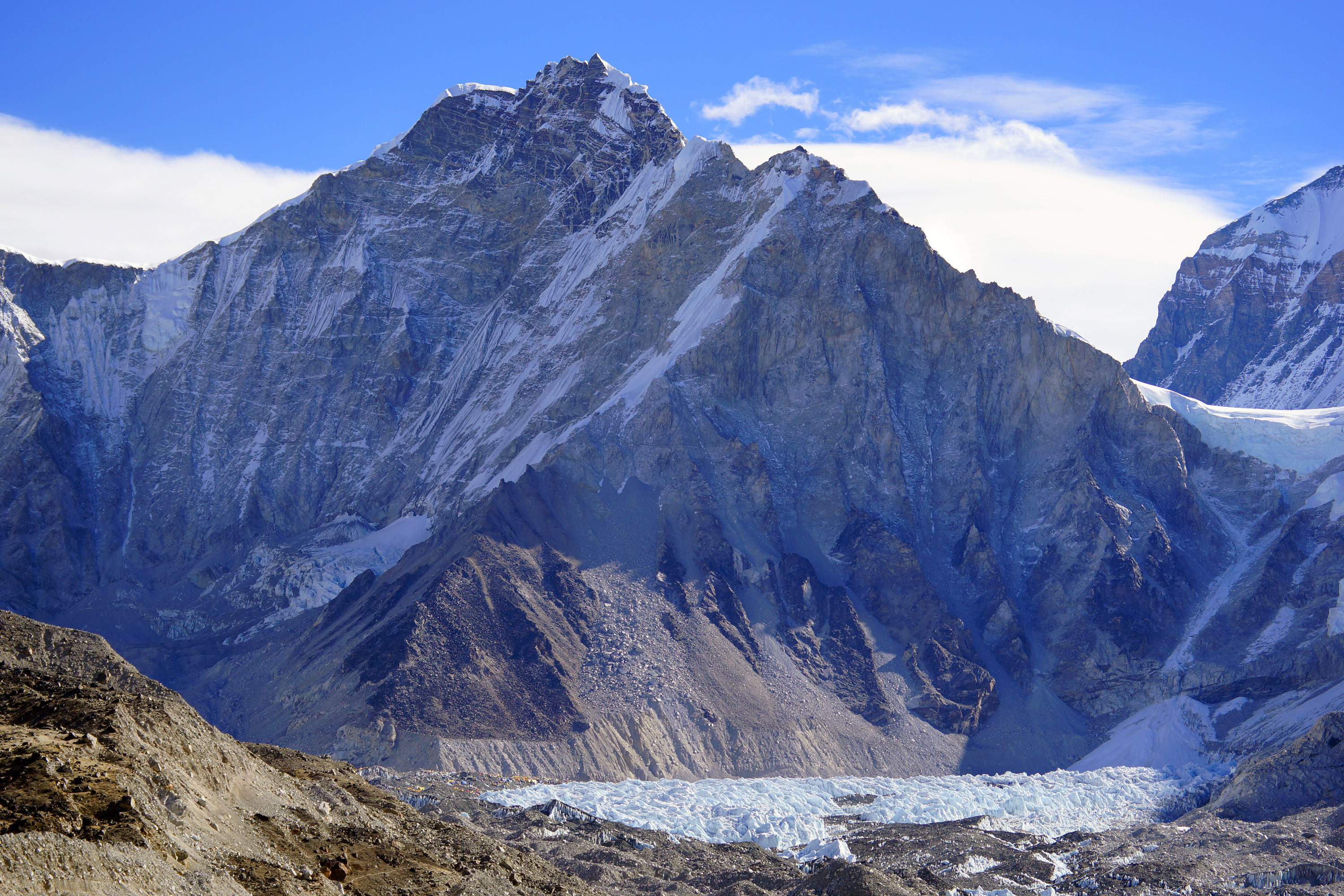
Khumbtse dominant el Camp Base

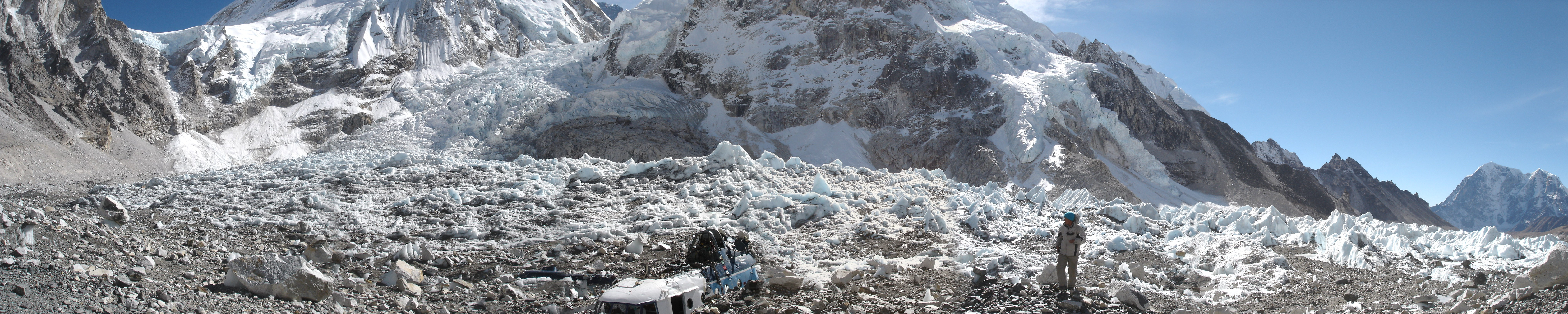
Vista de l'aresta sud-est del Everest

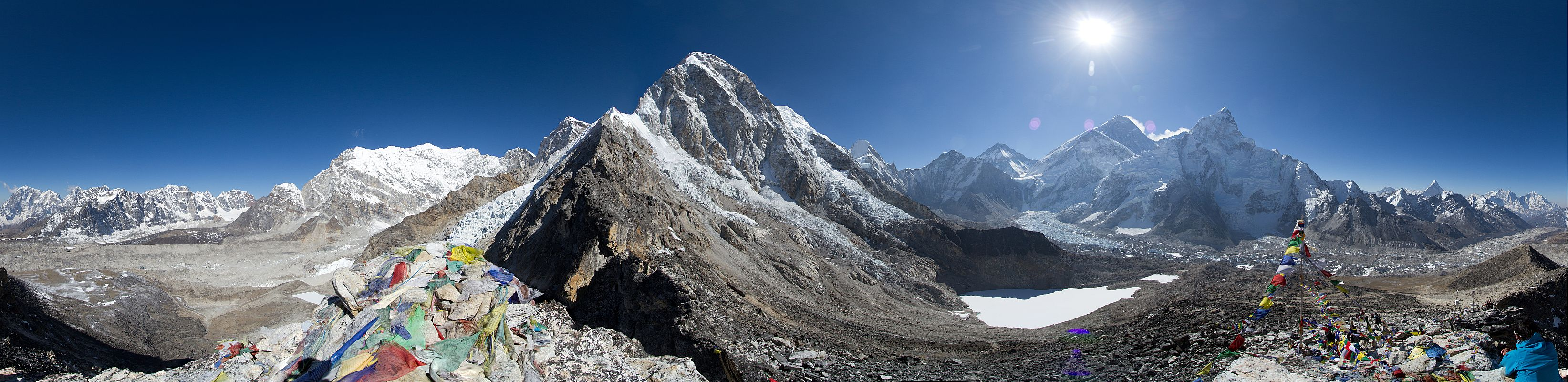
Vista del Parc Nacional de Sagarmatha

Un informe de l'Associació de Muntanyisme de Nepal del 28 d'abril va documentar 19 defuncions, 10 dels quals van ser identificats com a xerpes i cinc com a escaladors estrangers. Quatre no van ser identificats pel seu nom. Dels cinc escaladors estrangers dos eren americans, un xinès, un australià i un japonès. El 27 d'abril National Geographic va informar de 24 defuncions.
L'executiu de Google Dan Fredinburg, que es trobava escalant l'Everest acompanyat de tres empleats de la companyia mentre feien un mapa de l'àrea per a un projecte de Google Earth, i altres tres americans, van ser confirmats entre els morts.

## Efectes sobre la temporada d'ascens de 2015
Tot i que les escales situades a la Cascada de gel del Khumbu van resultar danyades per les allaus, un grapat d'alpinistes, sense immutar-se pel desastre, van buscar immediatament l'autorització del govern nepalès per a continuar amb el seu intent d'ascendir la muntanya, i van obtenir el permís per fer-ho el 29 d'abril del 2015. "Les escales seran reparades en els propers dos o tres dies i els ascensos continuaran, no hi ha raó perquè les expedicions siguin cancel·lades", va argumentar Tulsi Gautam, cap del Departament de Turisme de Nepal. "No hi ha cap raó científica per esperar un altre terratrèmol... i creiem que el sòl és prou estable com per a pujar malgrat les rèpliques."
Més tard es va anunciar el tancament de les rutes sobre la cascada de gel durant la resta de la temporada, el segon any consecutiu que la muntanya va estar tancada a causa de les allaus. Després del segon terratrèmol del 12 de maig de 2015, Dambar Parajuli, president de l'Associació d'Operadors d'Expedicions del Nepal, va dir que no hi havia escaladors o guies xerpes nepalesos que continuessin al Camp Base de l'Everest. Com a resultat, ningú va escalar l'Everest durant la primavera del 2015, la primera vegada en 41 anys que això succeïa.

## Llista de morts
Entre els morts hi havia:
1. Hiroshi Yamagata[24]
2. Renu Fotedar[32][24]
3. Ge Zhenfang(aka Zhenfang Ge)[24][23]
4. Lhakpa Chhiring Xerpa[23]
5. Shiva Kumar Shrestha[23]
6. Pema Hissi Xerpa[23]
7. Dawa Chhiri Xerpa[23]
8. Chhimi Dawa Xerpa[23]
9. Pemba Xerpa[23]
10. Milan Rai[23]
11. Pasang Temba Xerpa[23]
12. Tengien Bhote[23]
13. Khrishna Kumar Rai[23]
14. Dan Fredinburg[25][26][33]
15. Marisa Eve Girawong[24][34][33]
16. Vinh Truong[33]
17. Tom Taplin[33]